# IEEE 802.11

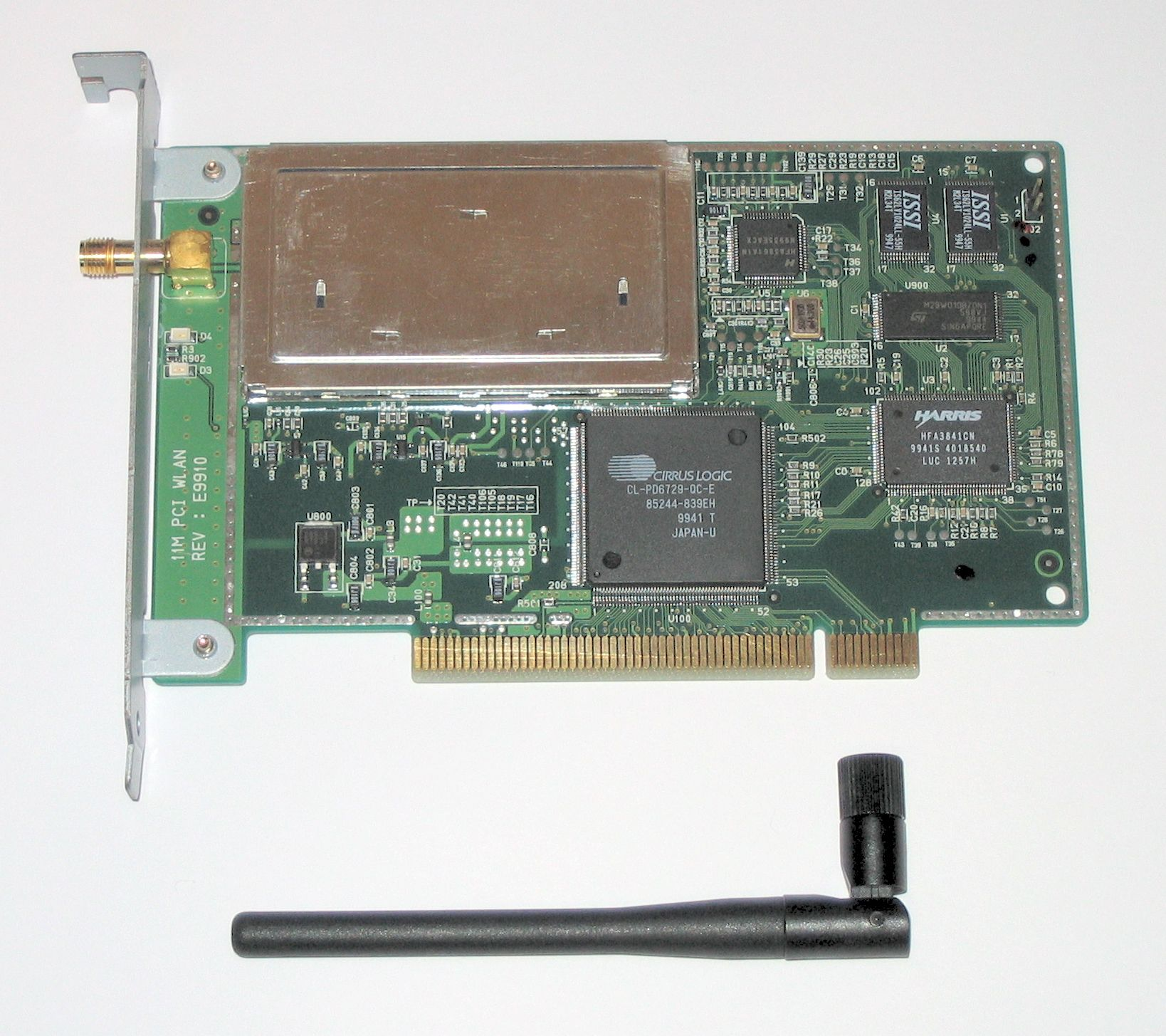
Compaq WL200 802.11b PCI card

IEEE 802.11 – podgrupa standardów IEEE 802, opisujących warstwę fizyczną i podwarstwę MAC bezprzewodowych sieci lokalnych. Czasami określenia 802.11 używa się też w stosunku do pierwszego standardu z tej rodziny. Standardy 802.11 stanowią podstawę certyfikatów Wi-Fi.
Rodzina 802.11 obejmuje tak naprawdę cztery zupełnie niezależne protokoły skupiające się na kodowaniu (a, b, g, n). Obecnie za bezpieczeństwo odpowiadają oddzielne standardy, na przykład 802.11i. Pozostałe standardy, jak c–f, h–j oraz n, to rozszerzenia usług i poprawki innych standardów z rodziny 802.11.
Pierwszym powszechnie zaakceptowanym standardem był 802.11b, potem weszły 802.11a oraz 802.11g, a po pewnym czasie 802.11n. Dostępne w Polsce sieci Wi-Fi wykorzystują standard 802.11a, 802.11b, 802.11g, 802.11n i 802.11ac.
Zakres częstotliwości fal radiowych wykorzystywany w 802.11 nie podlega koncesjonowaniu i dlatego można bez żadnych zezwoleń instalować sieci tego typu. Istnieją jednak wprowadzone przez administracje rządowe ograniczenia mocy promieniowanej EIRP.  W Polsce dopuszczalna moc promieniowania EIRP  wynosi 100 mW dla pasma 2,4 GHz, a dla pasma od 5470 MHz do 5725 MHz jest to maksymalnie 1 W. W pasmach wykorzystywanych przez sieci bezprzewodowe mogą występować znaczne zakłócenia, pochodzące między innymi od kuchenek mikrofalowych.

## Przegląd standardów 802.11
Grupa 802.11 obejmuje poniższe standardy. Bardziej przyjazne dla użytkowników numery generacji zostały stworzone przy okazji ogłoszenia Wi-Fi 6.
| Generacja   | Nazwa    | Szybkości (Mb/s) | Pasmo częstotliwości (GHz) | Typ modulacji      | Uwagi |
| ----------- | -------- | ---------------- | -------------------------- | ------------------ | --- |
| -           | 802.11   | 1 do 2           | 2,4                        | FHSS, DSSS, IR     | Pierwszy standard czasami określany jako 802.1y |
| -           | 802.11b  | 1 do 11          | 2,4                        | HR-DSSS, CCK       | Rozszerzenie 802.1y do pracy z prędkością 5.5 oraz 11 Mb/s (publikacja 1999)                                                                                              |
| -           | 802.11a  | 6 do 54          | 5                          | OFDM               | Publikacja 1999, urządzenia w 2001 |
| -           | 802.11g  | 6 do 54          | 2,4                        | HR-DSSS, CCK, OFDM | Zgodny wstecz z 802.11b, 2003 |
| Wi-Fi 4     | 802.11n  | 72 do 600        | 2,4; 5                     | OFDM               | Wyższe wymagania co do prędkości na rynku od 2006, pasmo nadawania o szerokości ok. 20 lub 40 MHz, dzielone na maksymalnie 4 strumienie (przy wykorzystaniu 4 anten MIMO) |
| Wi-Fi 5     | 802.11ac | 433 do 6928      | 5                          | OFDM               | Wyższe wymagania co do prędkości na rynku od 2012, maks. 8 jednoczesnych kanałów w trybie MIMO                                                                            |
| Wi-Fi 6, 6E | 802.11ax | 574 do 9608      | 2,4; 5; 6*                 | BPSK, QPSK, QAM    | Wi-Fi 6E wprowadziła pasmo 6 GHz. |
| Wi-Fi 7     | 802.11be | b.d.             | 2,4; 5; 6                  | b.d.               | |

Podane szybkości są wyliczeniem teoretycznego maksimum przy różnych rodzajach modulacji. Zarówno urządzenie nadawcze, jak i odbiorcze może nie obsługiwać danego rodzaju modulacji lub nie być w stanie go wynegocjować w danym przypadku.

## Najważniejsze standardy 802.11

### 802.11 – oryginalny
Pierwszym standardem sieci radiowej był IEEE 802.11 opublikowany w 1997 roku. Standard ten określał dwie prędkości transmisji – 1 oraz 2 Mb/s. Medium miało być promieniowanie podczerwone oraz wykorzystywany w przemyśle i medycynie zakres częstotliwości 2,4 GHz. Podczerwień się nie przyjęła ze względu na konkurencję standardu IrDA. Dalsze prace nad Wi-Fi szybko doprowadziły do powstania standardu 802.11b.

### 802.11b
Standard 802.11b pozwala osiągnąć zasięg ok. 47 m w pomieszczeniu oraz ok. 98 m na otwartej przestrzeni. Maksymalny zasięg może ulec zwiększeniu wraz z zastosowaniem anten kierunkowych. Standardowe urządzenia pracujące zgodnie ze standardem 802.11b pozwalają na przesył z przepływnością 11 Mb/s. Materiały, z których wykonane są przeszkody znajdujące się na drodze fal radiowych (metal, woda, beton), znacznie pochłaniają fale radiowe i obniżają skuteczność sygnału. Standard 802.11b wykorzystuje algorytmy do usuwania zakłóceń generowanych przez sygnały zagłuszające oraz unikania kolizji podczas komunikacji wielu radiowych kart sieciowych.
Odpowiednie anteny kierunkowe pozwalają osiągać zasięg do 8 lub nawet 40 kilometrów. Przeprowadzano nawet testy, w których połączenie 802.11b pracowało poprawnie na dystansie 120 km. Prawidłową komunikację na duże odległości warunkuje bezpośrednia widoczność optyczna, która jest związana z wysokością montażu anten nad poziomem gruntu oraz krzywizną Ziemi. Praktycznym zastosowaniem urządzeń 802.11b poza budową nowych instalacji jest zastępowanie drogich połączeń operatora kablowego lub starszego sprzętu do komunikacji mikrofalowej. Produkowane masowo urządzenia 802.11b obsługują przepływność 11 Mb/s, ale możne zostać ona obniżona do 5,5 Mb/s, 2 Mb/s oraz 1 Mb/s. Spektrum 802.11b jest podzielone na maksymalnie 14 kanałów o szerokości 22 MHz każdy. Kolejne kanały zachodzą na siebie nawzajem – tylko trzy kanały nie pokrywają się. Zastosowana modulacja kwadraturowa pozwala na odseparowanie danych użytecznych zarówno od zakłóceń losowych jak i pochodzących od nadajników pracujących na częściowo pokrywających się częstotliwościach. W Polsce można wykorzystywać pasmo od 2400,0 do 2483,5 MHz, czyli od kanału 1 do 13.
Numery kanałów i odpowiadające im częstotliwości:
| Numer kanału | Dolna częstotliwość kanału [GHz] | Środkowa częstotliwość kanału [GHz] | Górna częstotliwość kanału [GHz] |
| ------------ | -------------------------------- | ----------------------------------- | -------------------------------- |
| 1            | 2,401                            | 2,412                               | 2,423                            |
| 2            | 2,406                            | 2,417                               | 2,428                            |
| 3            | 2,411                            | 2,422                               | 2,433                            |
| 4            | 2,416                            | 2,427                               | 2,438                            |
| 5            | 2,421                            | 2,432                               | 2,443                            |
| 6            | 2,426                            | 2,437                               | 2,448                            |
| 7            | 2,431                            | 2,442                               | 2,453                            |
| 8            | 2,436                            | 2,447                               | 2,458                            |
| 9            | 2,441                            | 2,452                               | 2,463                            |
| 10           | 2,446                            | 2,457                               | 2,468                            |
| 11           | 2,451                            | 2,462                               | 2,473                            |
| 12           | 2,456                            | 2,467                               | 2,478                            |
| 13           | 2,461                            | 2,472                               | 2,483                            |
| 14           | 2,473                            | 2,484                               | 2,495                            |

Zaznaczono dolną i górną częstotliwość kanału oraz częstotliwość odpowiadającą środkowi kanału.
Kanał 14 powstał specjalnie do zastosowań w Japonii i tylko tam może być wykorzystywany.
Niektórzy producenci wprowadzili oparte na standardzie własne produkty pozwalające uzyskać prędkości transmisji 22, 33 oraz 44 Mb/s. Swoją modyfikację nazwali 802.11b+, lecz nigdy nie stała się ona standardem uznanym przez IEEE. Innowacje czasem powodują problemy w nawiązaniu połączeń z urządzeniami innych producentów.

### 802.11a
Dopiero w roku 1999 ostatecznie ustalono specyfikację 802.11a. Do produkcji urządzenia zgodne ze standardem weszły w roku 2001. 802.11a wykorzystuje częstotliwość 5 GHz. Jego podstawowa prędkość to 54 Mb/s, ale w praktyce działa najlepiej w granicach 20 Mb/s. Inne dopuszczalne prędkości to 48, 36, 24, 18, 12, 9 oraz 6 Mb/s. 802.11a obejmuje 12 niezachodzących kanałów, 8 przeznaczonych do pracy w budynkach oraz 4 przeznaczone do pracy między dwoma punktami (ang. point to point). Istniały pewne próby uregulowania tego zakresu częstotliwości przez niektóre kraje, ale dziś większość państw pozwala na niekoncesjonowane wykorzystanie pasma dla 802.11a.
Standard 802.11a nie doczekał się jak dotąd tak masowego wykorzystania jak 802.11b. Wynika to z problemów z zasięgiem oraz większego poboru mocy. Z drugiej strony wiele obecnie dostępnych na rynku urządzeń może pracować w oparciu o oba standardy. Niektóre karty pozwalają nawet na pracę w dwóch systemach równolegle.

### 802.11g
W czerwcu 2003 roku ostatecznie uznano standard 802.11g. Pracuje on podobnie jak 802.11b na częstotliwości 2,4 GHz, ale pozwala na transfer z prędkością 54 Mb/s. Standard 802.11g jest całkowicie zgodny w dół ze standardem 802.11b, jednak wykorzystanie starszych urządzeń powoduje w praktyce redukcję prędkości do 11 Mb/s.
Już przed wprowadzeniem standardu wiele firm rozpoczęło wdrażanie go w swoich produktach. W lecie 2003 roku pojawiła się cała gama kart i punktów dostępu dwuzakresowych oraz zgodnych ze wszystkimi 3 standardami Wi-Fi, czyli 802.11b, a i g.
Wielu producentów wprowadziło w swoich urządzeniach opcję Super G pozwalającą na łączenie pasma kilku kanałów w jedno. Dzięki wykorzystaniu Super G udało się osiągnąć prędkość 108 Mb/s. Dodatkowo poprawiono algorytmy zarządzania ruchem pakietów radiowych, co poprawiło sprawność protokołu. Niestety nie wszystkie urządzenia sieciowe pozwalają na pełne wykorzystanie tych możliwości.

### 802.11n (Wi-Fi 4)
W styczniu 2004 roku IEEE ogłosiło rozpoczęcie prac nad nowym standardem 802.11n. Obejmuje on rozległe sieci bezprzewodowe. Teoretycznie dostępne są prędkości rzędu 600 Mb/s, w praktyce górną granicą jest 150 Mb/s przy paśmie o szerokości 40 MHz.
Połączenia 802.11n mogą korzystać z technologii Multiple Input Multiple Output (MIMO) wykorzystująca wiele anten do nadawania/odbioru sygnału. Sygnał jest w takim przypadku dzielony na kilka strumieni a następnie nadawany z kilku źródeł i odbierany przez kilka odbiorników (standardowo 2x2 lub 3x3). Ponadto urządzenia 802.11n potrafią wykorzystywać dwa kanały transmisyjne do stworzenia jednego połączenia, co teoretycznie dodatkowo podwaja dostępną prędkość transmisji. Standardowa szerokość kanału wynosi w paśmie 2,4 GHz około 20 MHz, co przy wykorzystaniu dwóch kanałów pozwala na transmisję w paśmie około 40 MHz.
Przepustowość sieci 802.11n, z nadmiarem kodowania przy wykorzystaniu wszystkich anten, sięga do 600 Mb/s, natomiast dostępna dla użytkownika prędkość transmisji ma osiągnąć w wersji ostatecznej co najmniej 100 Mb/s, czyli tyle samo co Fast Ethernet. Zapowiedziano także zwiększenie zasięgu do około 110 m i więcej w terenie otwartym.
Po zakończeniu prac nad tym standardem zatwierdzono go we wrześniu 2009 roku.

### 802.11w (proponowana nowelizacja)
Przyjęcie nowelizacji 802.11w do standardu 802.11  planowane było na marzec 2009 roku. Nowością tej poprawki w stosunku do poprzednich był mechanizm Protected Management Frames, który miał znacznie poprawić bezpieczeństwo danych przesyłanych w sieci.
Nowelizacja 802.11w miała mieć wpływ na inne standardy IEEE z grupy 802.11, a w szczególności na IEEE 802.11r oraz IEEE 802.11u.

### 802.11ac (Wi-Fi 5)
Wczesna wersja nowego standardu została opublikowana w styczniu 2011. Według specyfikacji IEEE 802.11ac przepustowość przy zastosowaniu wielu stacji ma być na poziomie przynajmniej 1 Gbit/s, a pojedynczej stacji 500 Mbit/s. Urządzenia standardu 802.11ac pracują na częstotliwości 5 GHz.
Prace nad specyfikacją zostały ukończone w grudniu 2013 roku, a zatwierdzenie standardu nastąpiło w styczniu 2014 roku.

### 802.11ax (Wi-Fi 6/6E)
Standard opublikowany 1 września 2020 roku. Wi-Fi 6 Działa w pasmach 2,4 GHz i 5 GHz, a rozszerzona wersja, Wi-Fi 6E, dodaje pasmo 6 GHz. Jest to ulepszenie w stosunku do Wi-Fi 5 (802.11ac), z poprawami w wydajności w miejscach o dużym natężeniu ruchu. Wi-Fi 6 obejmuje częstotliwości w pasmach wolnych od licencji między 1 a 7,125 GHz, w tym powszechnie używane pasma 2,4 GHz i 5 GHz, a także szersze pasmo 6 GHz.
Standard ten ma na celu zwiększenie prędkości przesyłania danych (przepustowość na obszar) w zatłoczonych miejscach, takich jak biura i centra handlowe. Chociaż nominalna szybkość przesyłania danych jest tylko o 37% lepsza niż w przypadku 802.11ac, całkowita prędkość sieci wzrasta o 300%, co sprawia, że jest bardziej wydajna i zmniejsza opóźnienia o 75%. Czterokrotne zwiększenie ogólnej przepustowości jest możliwe dzięki wyższej efektywności widmowej.

## Pozostałe standardy 802.11
Prace IEEE doprowadziły do powstania kilku mniej istotnych modyfikacji najpowszechniejszych standardów 802.11:
- IEEE 802.11c – opisuje sposób działania bezprzewodowych mostów między sieciami
- IEEE 802.11d – opisuje sposób implementacji łączności bezprzewodowej w poszczególnych krajach
- IEEE 802.11e – wprowadza QoS oraz inteligentne zarządzanie pakietami (ang. packet bursting) w transmisji strumieniowej standardów 802.11a, 802.11g i 802.11h
- IEEE 802.11f – definiuje roaming w sieciach 802.11a, 802.11g i 802.11h przy zastosowaniu protokołu IAPP
- IEEE 802.11h – europejski odpowiednik 802.11a w paśmie 5 GHz, z użyciem (DCS/DFS) oraz TPC
- IEEE 802.11i (WPA2) – (ogłoszony 24 czerwca 2004) – rozszerzenie bezpieczeństwa z użyciem szyfrowania i uwierzytelnienia za pomocą EAP, RADIUS, Kerberos, Rijndael AES i IEEE 802.1x
- IEEE 802.11j – modyfikacja 802.11a na potrzeby Japonii zawierająca dodatkowe kanały ponad 4,9 GHz
- IEEE 802.11k – definiuje protokół wymiany informacji pomiędzy punktami dostępowymi a ich klientami zawierających opis ich możliwości
- IEEE 802.11r – szybki roaming
- IEEE 802.11s – niezatwierdzony jeszcze przez IEEE standard określający działanie bezprzewodowych sieci komputerowych o topologii kratowej (ang. Mesh Topology Network) i współpracę takiej sieci z innymi sieciami zgodnymi z IEEE 802.11.
- IEEE 802.11p - służy do komunikacji pomiędzy pojazdami poruszającymi się po drogach oraz między samochodami oraz obiektami w ich otoczeniu.

## Certyfikaty
Organizacja IEEE zajmuje się tylko ustalaniem standardów. Rozwój bezprzewodowych sieci komputerowych spowodował powstanie potrzeby testowania poszczególnych urządzeń na zdolność współpracy między sobą. W odpowiedzi na ten problem stworzono logo Wi-Fi. Obecnie Wi-Fi obejmuje wszystkie standardy 802.11 oraz zasady dotyczące bezpieczeństwa (np. WPA2). Produkty z logiem Wi-Fi mają również obowiązek wyraźnego podawania częstotliwości, na której pracują.

## Propagacja fali radiowej w pomieszczeniu
Bezprzewodowe sieci lokalne projektowane są najczęściej w obrębie budynków, propagacja fali w takim środowisku jest dość specyficzna ze względu na liczne przeszkody występujące na trasie propagacji (ściany, okna, drzwi). Bardzo rzadko możliwe jest zapewnienie warunków bezpośredniej widoczności, dlatego projektując sieć bezprzewodową w budynku, należy uwzględnić tłumienie wcześniej wspomnianych przeszkód. Do oszacowania tłumienia trasy propagacji warto korzystać z istniejących modeli propagacyjnych dla środowiska wewnątrzbudynkowego, na przykład Multi-Wall.
W tabeli poniżej zaprezentowano tłumienie wybranych elementów charakterystycznych dla środowiska wewnątrzbudynkowego dla pasma 2,4 GHz:
| Nazwa elementu    | Materiał             | Grubość [cm]              | Tłumienie [dB] |
| ----------------- | -------------------- | ------------------------- | -------------- |
| strop             | beton                | 30                        | 11             |
| ściana zewnętrzna | cegła                | 30                        | 9              |
| ściana wewnętrzna | cegła                | 10                        | 7              |
| ściana działowa   | gips i wełna szklana | 7                         | 2              |
| okno              | szkło                | dwie szyby + 1 cm przerwy | 4,5            |
| drzwi             | drewno               | 4                         | 2,5            |